# Port du Louvre
Le port du Louvre est une voie piétonne située dans le 1er arrondissement  de Paris.

## Situation et accès
Situé sous les Quais François Mitterrand et du Louvre, le port du Louvre a été un réel port où des bateaux de marchandises venaient accoster.
C'est aujourd'hui un lieu de promenade pour les piétons. Il longe la partie souterraine de la voie Georges-Pompidou depuis le pont des Arts jusqu'au pont Royal, en contrebas du quai François-Mitterrand et du musée du Louvre. Le port est régulièrement inondé lors des crues de la Seine comme récemment en 2016 et 2018.

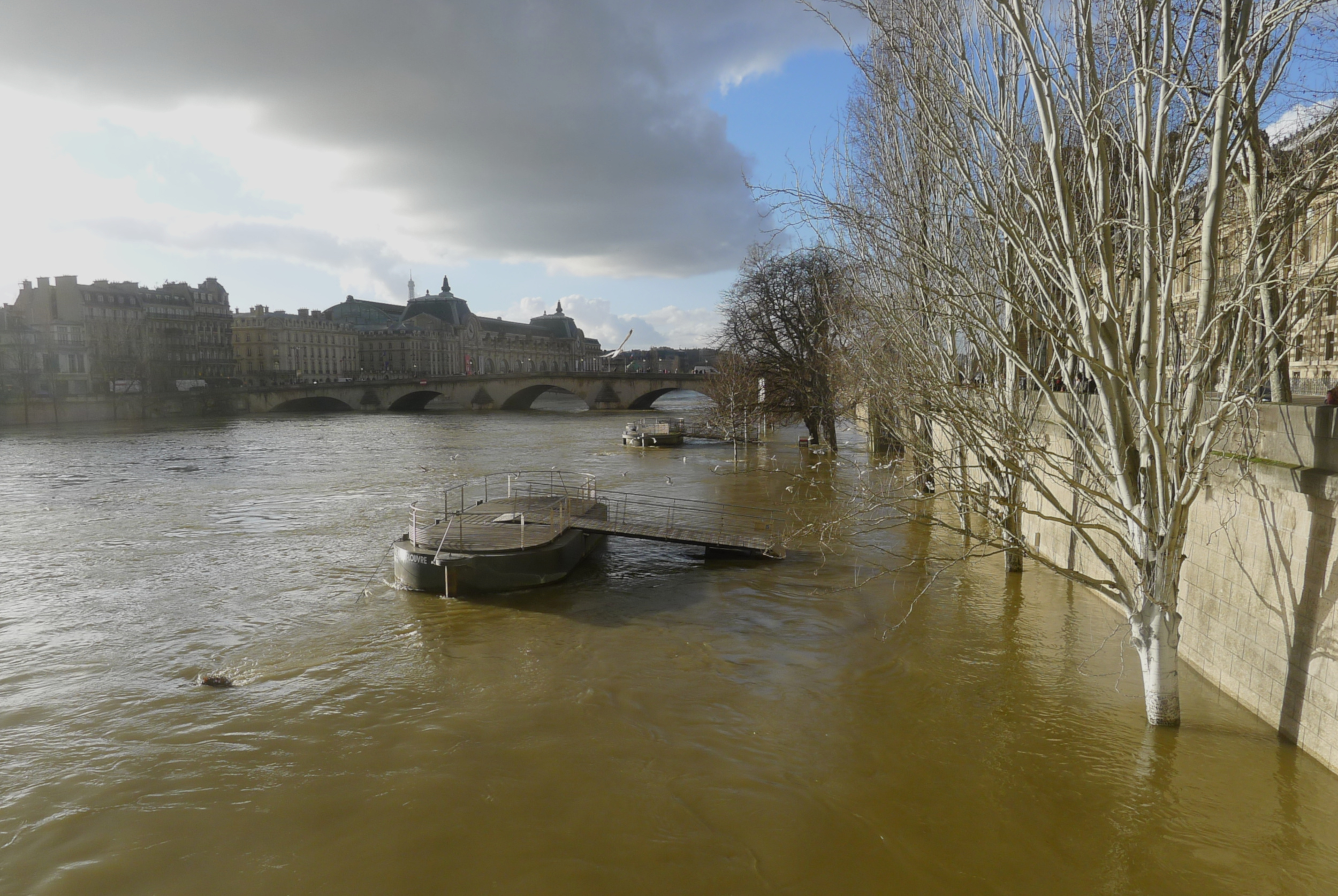
Crue de Janvier 2018, du côté du pont Royal.
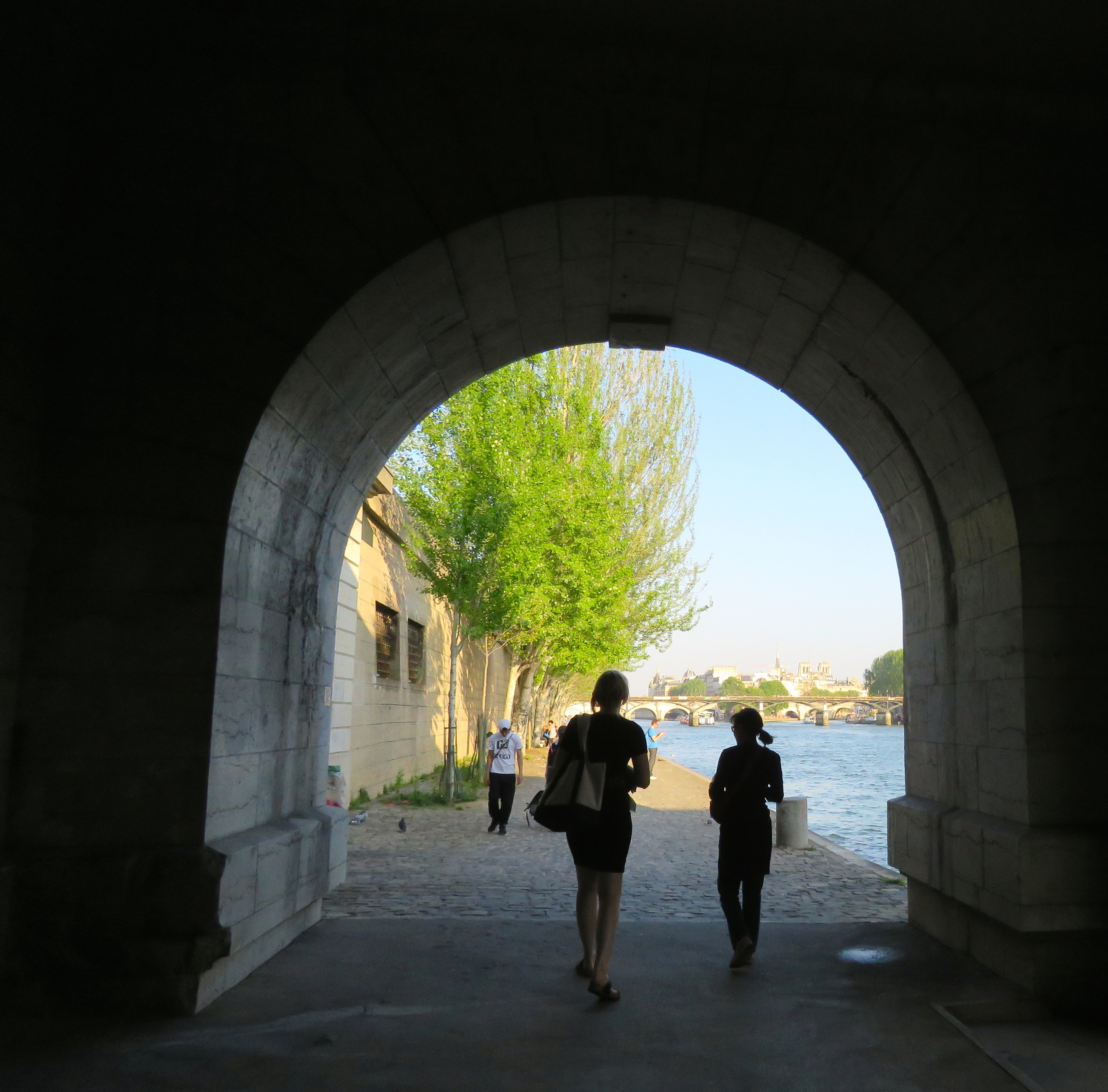
Le port du Louvre au niveau du pont du Carrousel.
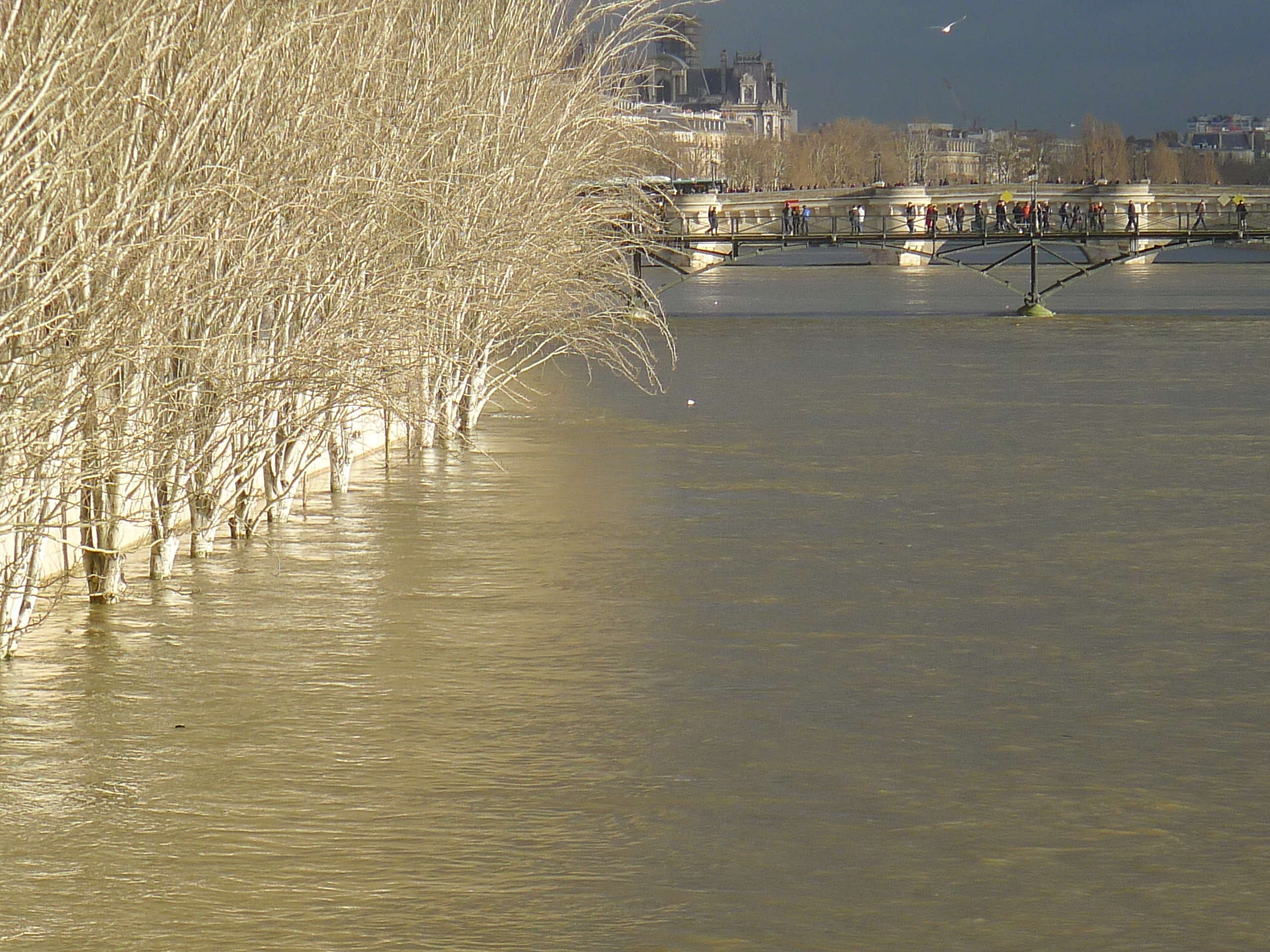
Crue de janvier 2018, du côté du pont des Arts.

## Origine du nom
Il porte ce nom car il longe le quai du Louvre et se situe à proximité du palais du Louvre.

## Historique

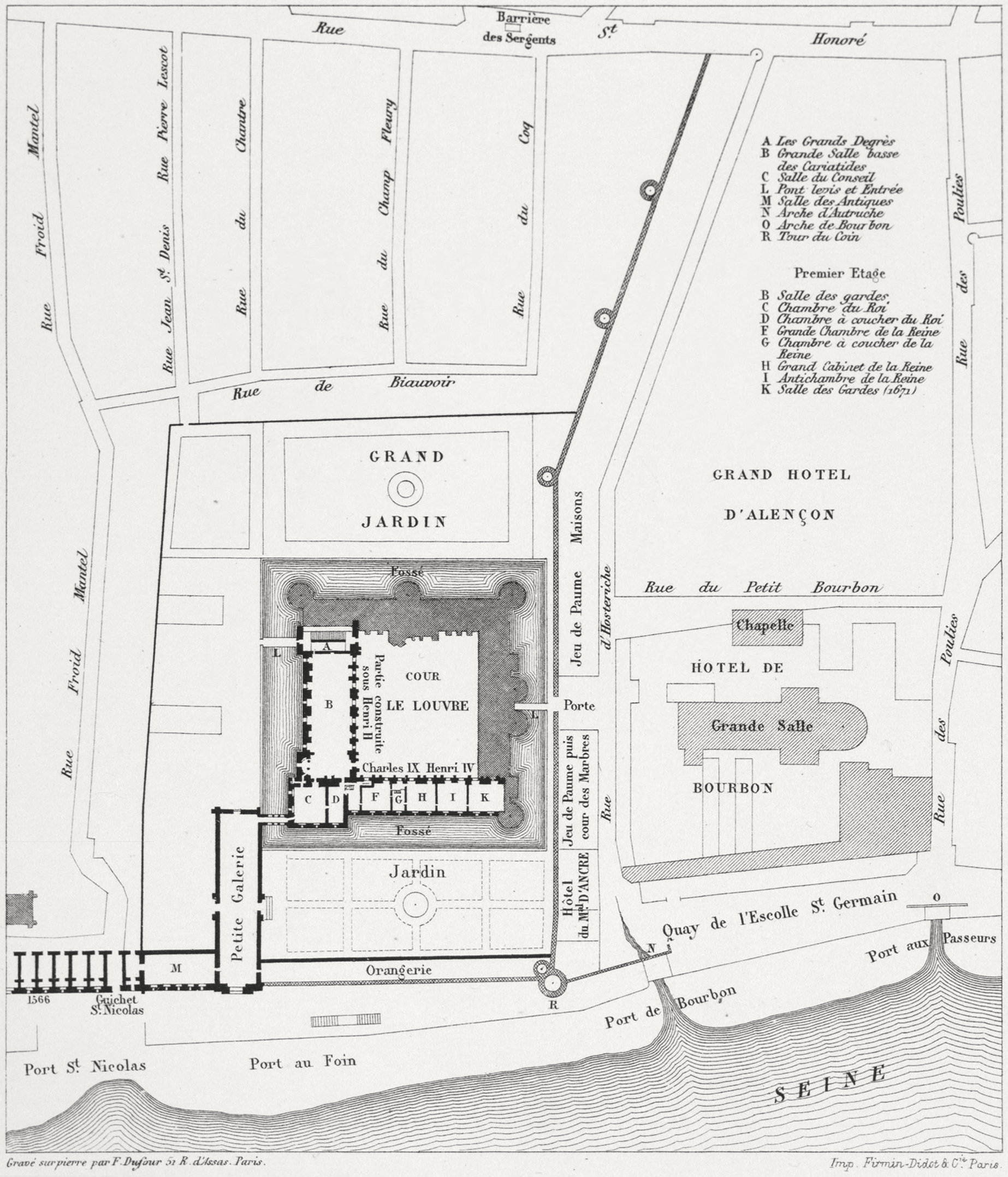
Le Quartier du Louvre en 1595
reconstitution (XIXe siècle) avec les ports aux Passeurs, de Bourbon, au Foin et Saint-Nicolas
Hoffbauer (1839-1922)

Ce port qui existait déjà en 1292 sous le nom de « port du Louvre » débutait alors rue de l'Arbre-Sec.
En 1501 il est dénommé « port aux Passeurs » en raison d'un bac qui fut établi devant l'hôtel de Bourbon après effondrement du pont Notre-Dame. Le 25 octobre 1499, lors d'une crue de la Seine, le pont Notre-Dame s'entrouvrit et les maisons s'écroulèrent avec un fracas horrible.
En 1564, il est appelé « port de Bourbon » , en raison du voisinage de l’hôtel de Bourbon, puis en 1586 « port de l'Arche-d'Autriche » en raison de la proximité de la rue d'Autriche.
Devenu « port Saint-Nicolas » c'était un port fort important avec un va-et-vient continuel de bateaux arrivant de Londres, et d'étalage de toutes les marchandises qu'on y chargeait et déchargeait journellement : tuyauteries et poteries diverses, vieux journaux anglais, appareils Doulton, blés, fourrages, porcelaines, tonneaux et pains de sucre, grosse quincaillerie, articles de Paris, etc., le tout sous l'œil vigilant du service de la Douane, dont les bureaux recouverts de feuillages étaient  établis sur le port même, adossés au mur de soutènement du quai du Louvre.
Par décret du 18 juillet 1905 il reprend le nom « port du Louvre ».

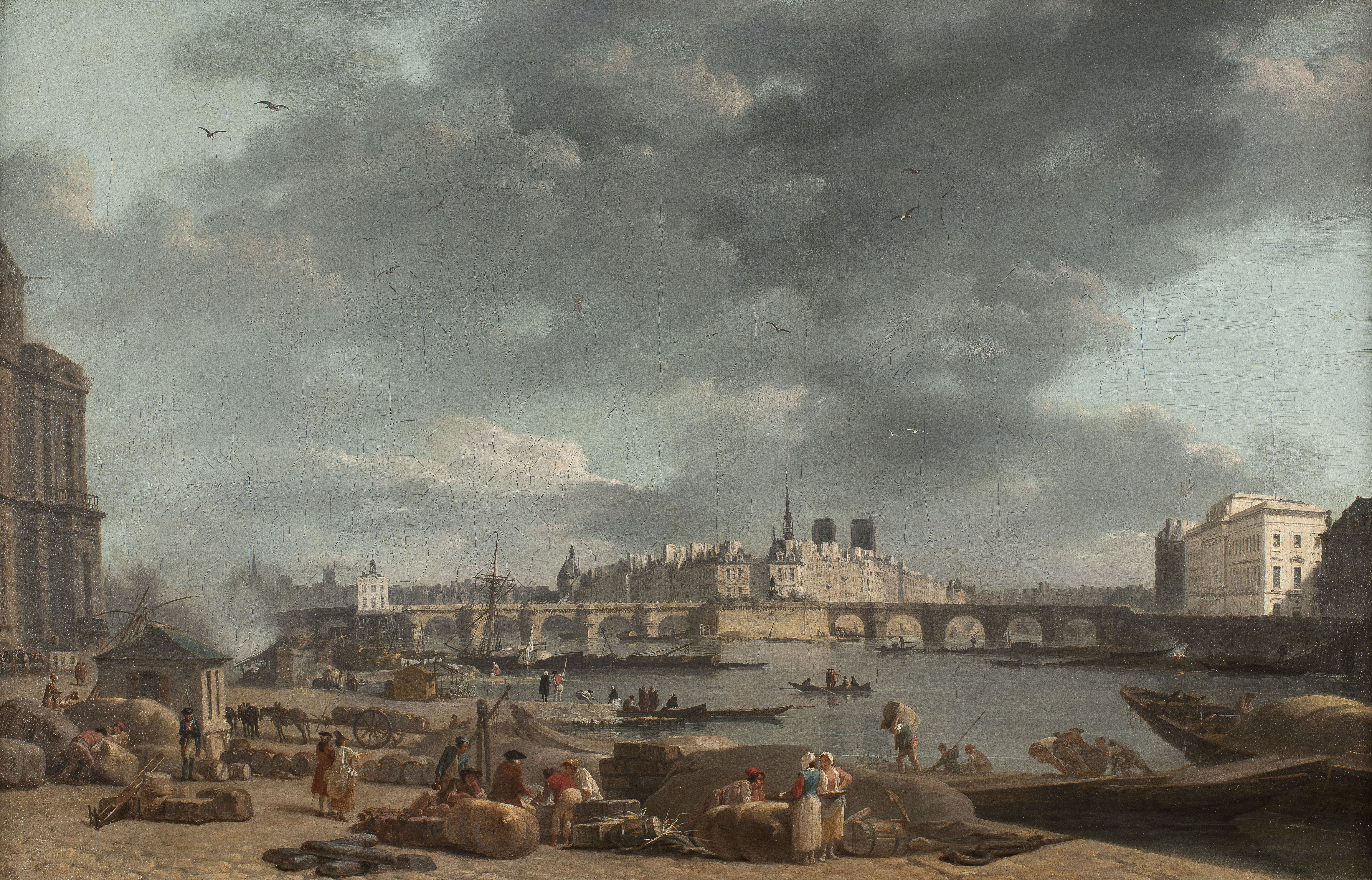
Port du Louvre vers 1790 La Pointe de l'île de la Cité vue du port Saint-Nicolas Alexandre Jean Noël musée Carnavalet
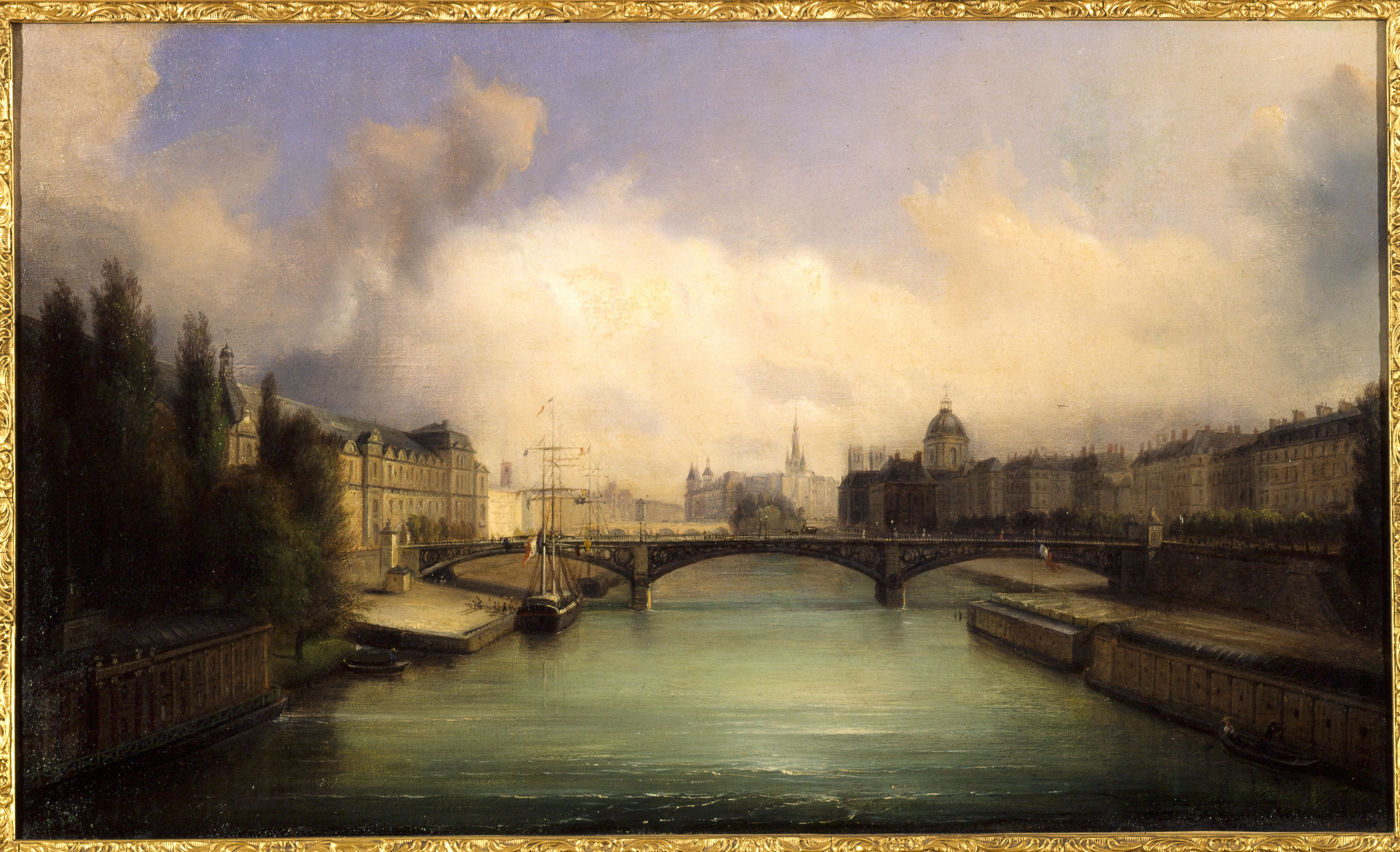
Le Port du Louvre (à gauche), en 1855 Paris vu du pont Royal (1855) François-Edmée Ricois musée Carnavalet
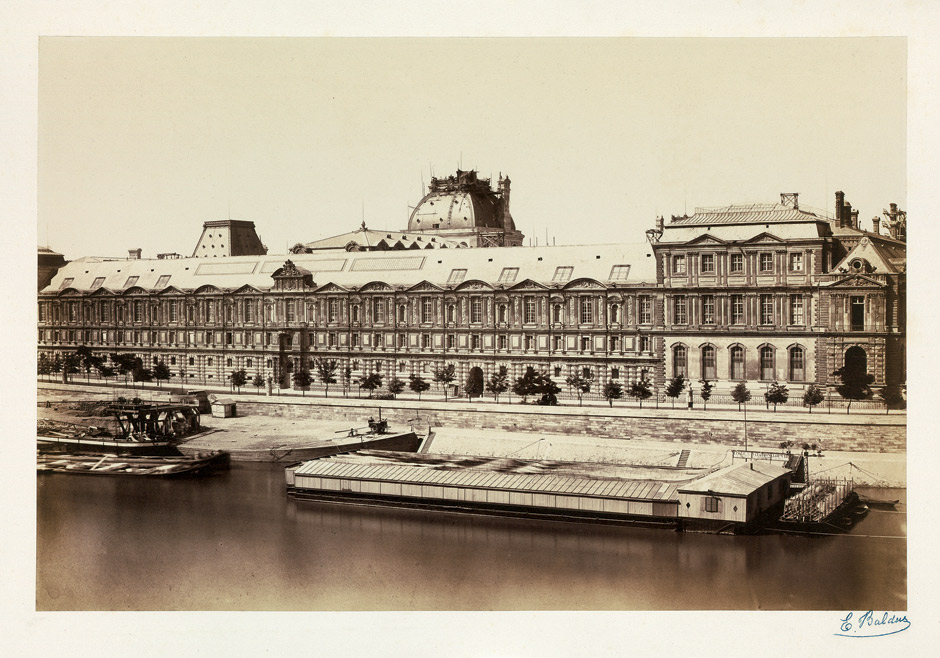
Le Port du Louvre vers 1855photographie d'Édouard Baldus
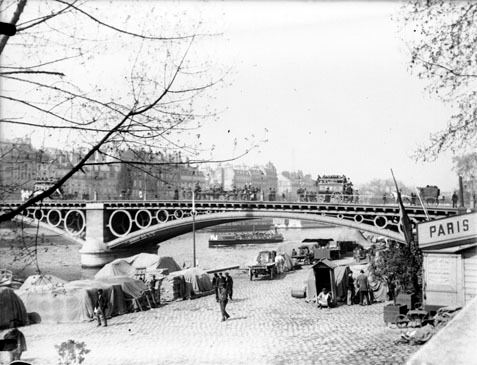
Le Port du Louvre en 1898 Eugène Trutat
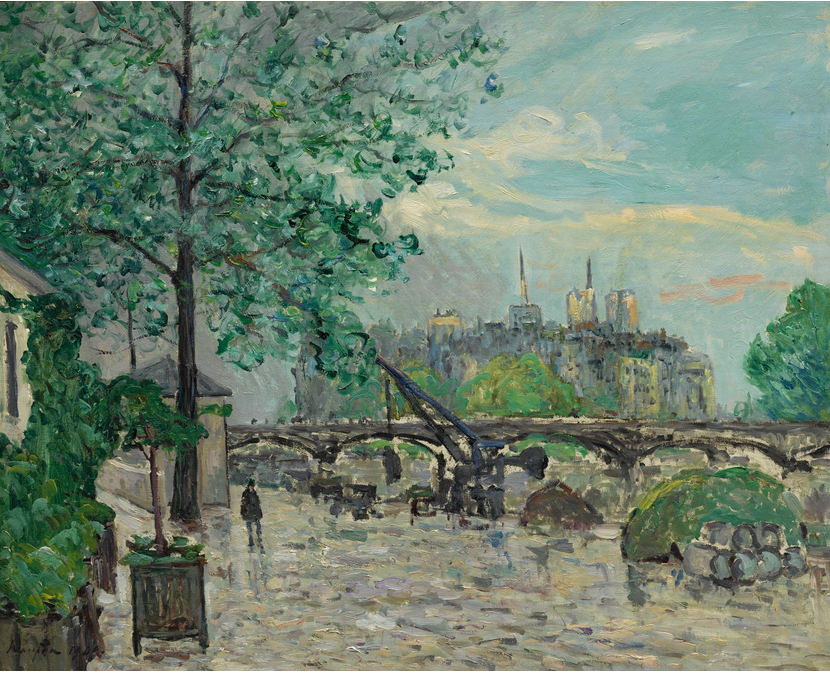
Le Port du Louvre après l'orage, 1909 Maxime Maufra Collection privée, Vente 2017
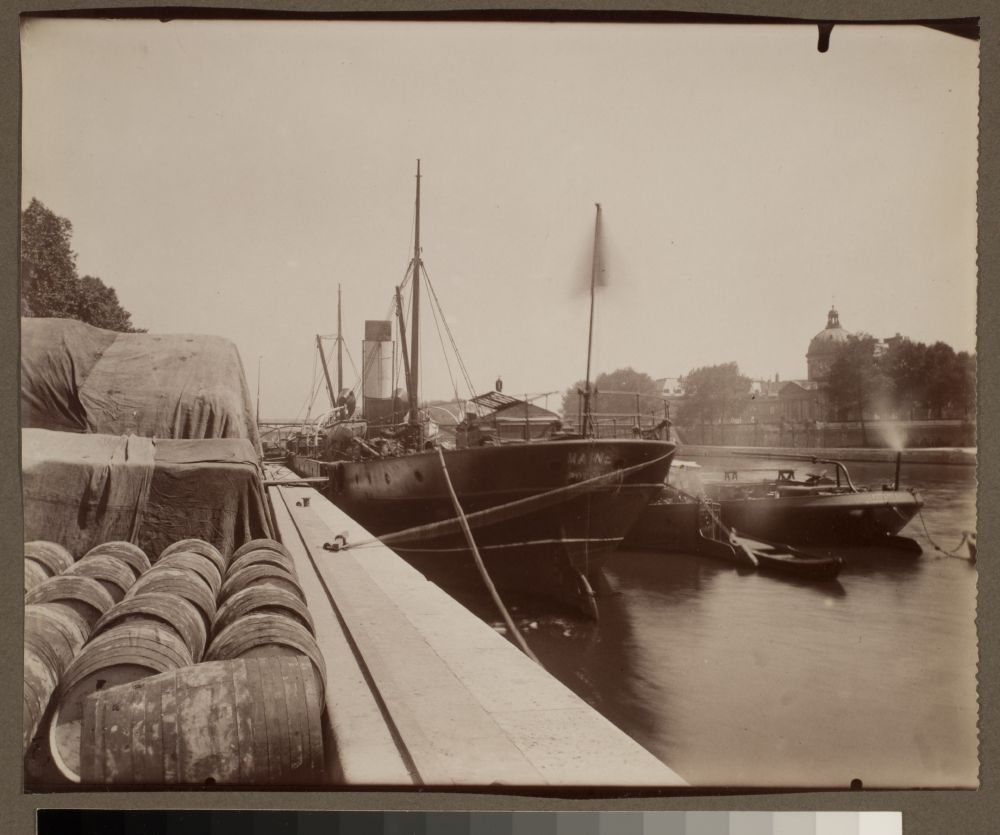
Port du Louvre en 1911 Eugène Atget.

## Pour approfondir